# أندور
أندور (بالفارسية: اندور) هي مستوطنة تقع في Shahrabad Rural District في إيران.